# Aileen Frisch
Aileen Frisch, née le 25 août 1992 à Lebach, est une lugeuse sud-coréenne d'origine allemande. 
Elle concourt pour l'Allemagne jusqu'en 2015 puis pour la Corée du Sud à partir de 2016.
Championne du monde junior en 2012, elle concourt parmi l'élite mondiale à partir de la saison 2012-2013. Elle obtient son premier podium en Coupe du monde en terminant troisième de la manche de Königssee.
Lors de sa première participation aux Championnats du monde, en 2013, elle finit cinquième.

## Palmarès

### Coupe du monde
- Meilleur classement général : 12e en 2013.
- 1 podium individuel : 1 troisième place.